# Ніколае Діке
Нікола́е Константі́н Ді́ке (рум. Nicolae Constantin Dică, * 9 травня 1980, Пітешть, Арджеш, Румунія) — румунський футболіст, що грав на позиції півзахисника. Згодом — футбольний тренер. З 2019 року входить до тренерського штабу збірної Румунії.
Триразовий чемпіон Румунії. Дворазовий володар Кубка Румунії.

## Клубна кар'єра
Народився 9 травня 1980 року в місті Пітешть.
У дорослому футболі дебютував 1998 року виступами за команду клубу «Дачія» (Міовень), в якій провів два сезони, взявши участь у 50 матчах чемпіонату.
Протягом 2000—2003 років захищав кольори команди клубу «Арджеш».
Своєю грою за останню команду привернув увагу представників тренерського штабу клубу «Стяуа», до складу якого приєднався 2004 року. Відіграв за бухарестську команду наступні чотири сезони своєї ігрової кар'єри. Більшість часу, проведеного у складі «Стяуа», був основним гравцем команди. У складі «Стяуа» був одним з головних бомбардирів команди, маючи середню результативність на рівні 0,43 голу за гру першості. За цей час двічі виборював титул чемпіона Румунії.
2008 року перейшов до італійської «Катанії». До основного складу цього клубу пробитися не зумів і провів наступні два роки, витсупаючи на орендних умовах за грецький «Іракліс», на батьківщині за «ЧФР Клуж» та за турецький «Манісаспор». Причому, граючи за «Клуж», став співавтором «золотого дубля», вигравши ще один титул чемпіона Румунії і ставши володарем Кубка Румунії.
2011 року повернувся до «Стяуа», де провів 11 ігор чемпіонату, після чого перейшов до свого рідного клубу «Міовень».
Завершив професійну ігрову кар'єру у клубі «Віїторул», за команду якого виступав протягом 2012—2014 років.

## Виступи за збірну
2003 року дебютував в офіційних матчах у складі національної збірної Румунії. Протягом кар'єри у національній команді, яка тривала 8 років, провів у формі головної команди країни 32 матчі, забивши 9 голів.
У складі збірної був учасником чемпіонату Європи 2008 року в Австрії та Швейцарії.

## Кар'єра тренера
Розпочав тренерську кар'єру відразу ж по завершенні кар'єри гравця, 2014 року, увійшовши до тренерського штабу клубу «Стяуа», де пропрацював з 2014 по 2015 рік.
Протягом 2015–2017 років очолював команду «Арджеша».
1 червня 2017 року очолив тренерський штаб команди «Стяуа». Пропрацював з командою півтора сезони. У грудні 2018 року співпрацю тренера і клубу було припинено за згодою сторін.
Наступного 2019 року знову працював з «Арджешом», після чого увійшов до очолюваного Мірелом Редоєм тренерського штабу національної збірної Румунії.

## Статистика виступів

### Статистика клубних виступів
| Сезон                | Команда              | Чемпіонат            | Чемпіонат | Чемпіонат | Усього | Усього |
| Сезон                | Команда              | Ліга                 | Ігор      | Голів     | Ігор   | Голів  |
| -------------------- | -------------------- | -------------------- | --------- | --------- | ------ | ------ |
| 1998–99              | «Дачія» (Міовень)    | B                    | 17        | 5         | 17     | 5      |
| 1999–00              | «Дачія» (Міовень)    | B                    | 33        | 14        | 33     | 14     |
| Усього за «Дачії»    | Усього за «Дачії»    | Усього за «Дачії»    | 50        | 19        | 50     | 19     |
| 2000–01              | «Арджеш»             | A                    | 19        | 4         | 19     | 4      |
| 2001–02              | «Арджеш»             | A                    | 27        | 11        | 27     | 11     |
| 2002–03              | «Арджеш»             | A                    | 29        | 10        | 29     | 10     |
| 2003-січ. 2004       | «Арджеш»             | A                    | 14        | 9         | 14     | 9      |
| Усього за «Арджеша»  | Усього за «Арджеша»  | Усього за «Арджеша»  | 89        | 34        | 89     | 34     |
| січ.-черв. 2004      | «Стяуа»              | A                    | 14        | 9         | 14     | 9      |
| 2004–05              | «Стяуа»              | A                    | 29        | 11        | 29     | 11     |
| 2005–06              | «Стяуа»              | A                    | 29        | 18        | 29     | 18     |
| 2006–07              | «Стяуа»              | I                    | 23        | 10        | 23     | 10     |
| 2007–08              | «Стяуа»              | I                    | 27        | 9         | 27     | 9      |
| Усього за «Стяуа»    | Усього за «Стяуа»    | Усього за «Стяуа»    | 125       | 54        | 125    | 54     |
| 2008–09              | «Катанія»            | A                    | 3         | 0         | 3      | 0      |
| 2009-січ. 2010       | «Іракліс»            | СЛ                   | 13        | 3         | 13     | 3      |
| січ.-черв. 2010      | «ЧФР Клуж»           | I                    | 13        | 0         | 13     | 0      |
| лип.-груд. 2010      | «Манісаспор»         | СЛ                   | 5         | 0         | 5      | 0      |
| січ.-черв. 2011      | «Стяуа»              | I                    | 11        | 4         | 11     | 4      |
| лип.-груд. 2011      | «Міовень»            | I                    | 10        | 3         | 10     | 3      |
| січ.-черв. 2012      | «Віїторул»           | II                   | 13        | 6         | 13     | 6      |
| 2012–13              | «Віїторул»           | I                    | 26        | 11        | 26     | 11     |
| 2013–14              | «Віїторул»           | I                    | 29        | 3         | 29     | 3      |
| Усього за «Віїторул» | Усього за «Віїторул» | Усього за «Віїторул» | 69        | 20        | 69     | 20     |
| Усього за кар'єру    | Усього за кар'єру    | Усього за кар'єру    | 387       | 137       | 387    | 137    |

### Статистика виступів за збірну
| Дата       | Місто                  | Господарі  | Результат | Гості              | Турнір             | Голи | Примітки  |
| ---------- | ---------------------- | ---------- | --------- | ------------------ | ------------------ | ---- | --------- |
| 11-10-2003 | Бухарест               | Румунія    | 1 – 1     | Японія             | товариський матч   | -    | 64'       |
| 16-11-2003 | Анкона                 | Італія     | 1 – 0     | Румунія            | товариський матч   | -    | 65'       |
| 28-4-2004  | Бухарест               | Румунія    | 5 – 1     | Німеччина          | товариський матч   | -    | 70'       |
| 27-5-2004  | Дублін                 | Ірландія   | 1 – 0     | Румунія            | товариський матч   | -    | 78'       |
| 18-8-2004  | Бухарест               | Румунія    | 2 – 1     | Фінляндія          | Відбір до ЧС 2006  | -    | 76'       |
| 4-9-2004   | Бухарест               | Румунія    | 2 – 1     | Північна Македонія | Відбір до ЧС 2006  | -    | 78'       |
| 8-9-2004   | Андорра-ла-Велья       | Андорра    | 1 – 5     | Румунія            | Відбір до ЧС 2006  | -    | 75'       |
| 9-10-2004  | Прага                  | Чехія      | 1 – 0     | Румунія            | Відбір до ЧС 2006  | -    | 75'       |
| 17-11-2004 | Єреван                 | Вірменія   | 1 – 1     | Румунія            | Відбір до ЧС 2006  | -    | 46'       |
| 17-8-2005  | Констанца              | Румунія    | 2 – 0     | Андорра            | Відбір до ЧС 2006  | -    |           |
| 12-11-2005 | Ле-Ман                 | Румунія    | 1 – 2     | Кот-д'Івуар        | товариський матч   | -    | 55'       |
| 16-11-2005 | Бухарест               | Румунія    | 3 – 0     | Нігерія            | товариський матч   | -    | 66'       |
| 16-8-2006  | Констанца              | Румунія    | 2 – 0     | Кіпр               | товариський матч   | 1    | 62'       |
| 2-9-2006   | Констанца              | Румунія    | 2 – 2     | Болгарія           | Відбір до ЧЄ 2008  | -    | 60'       |
| 6-9-2006   | Тирана                 | Албанія    | 0 – 2     | Румунія            | Відбір до ЧЄ 2008  | 1    |           |
| 7-10-2006  | Бухарест               | Румунія    | 3 – 1     | Білорусь           | Відбір до ЧЄ 2008  | -    | 88'       |
| 15-11-2006 | Кадіс                  | Іспанія    | 0 – 1     | Румунія            | товариський матч   | -    | 74' 90+4' |
| 22-8-2007  | Бухарест               | Румунія    | 2 – 0     | Туреччина          | товариський матч   | 1    | 79'       |
| 8-9-2007   | Мінськ                 | Білорусь   | 1 – 3     | Румунія            | Відбір до ЧЄ 2008  | 1    | 67'       |
| 12-9-2007  | Кельн                  | Німеччина  | 3 – 1     | Румунія            | товариський матч   | -    | 85'       |
| 17-10-2007 | Люксембург             | Люксембург | 0 – 2     | Румунія            | Відбір до ЧЄ 2008  | -    | 64'       |
| 21-11-2007 | Бухарест               | Румунія    | 6 – 1     | Албанія            | Відбір до ЧЄ 2008  | 2    |           |
| 6-2-2008   | Рамат-Ган              | Ізраїль    | 1 – 0     | Румунія            | товариський матч   | -    | 46'       |
| 26-3-2008  | Бухарест               | Румунія    | 3 – 0     | Росія              | товариський матч   | -    | 46'       |
| 31-5-2008  | Бухарест               | Румунія    | 4 – 0     | Чорногорія         | товариський матч   | 2    | 46'       |
| 9-6-2008   | Цюрих                  | Румунія    | 0 – 0     | Франція            | ЧЄ 2008 - 1-й етап | -    | 90+3'     |
| 13-6-2008  | Цюрих                  | Італія     | 1 – 1     | Румунія            | ЧЄ 2008 - 1-й етап | -    | 25'       |
| 17-6-2008  | Берн                   | Нідерланди | 2 – 0     | Румунія            | ЧЄ 2008 - 1-й етап | -    | 72'       |
| 20-8-2008  | Констанца              | Румунія    | 1 – 0     | Латвія             | товариський матч   | 1    |           |
| 6-9-2008   | Клуж-Напока            | Румунія    | 0 – 3     | Литва              | Відбір до ЧС 2010  | -    |           |
| 2-6-2010   | Філлах                 | Румунія    | 0 – 1     | Північна Македонія | товариський матч   | -    | 46'       |
| 5-6-2010   | Санкт-Файт-ан-дер-Глан | Румунія    | 3 – 0     | Гондурас           | товариський матч   | -    | 67' 78'   |
| Усього     |                        | Матчів     | 32        |                    | Голів              | 9    |           |

## Титули і досягнення
- Чемпіон Румунії (4):

Стяуа: 2004-05, 2005-06, 2014-15
ЧФР: 2009-10
- Володар Кубка Румунії (3):

ЧФР: 2009-10
Стяуа: 2010-11, 2014-15
- Володар Кубка румунської ліги (1):

Стяуа: 2014-15
- Володар Суперкубка Румунії (1):

Стяуа: 2006